# しぐれの港
「しぐれの港」（しぐれのみなと）は、2013年2月13日に発売された氷川きよしの24枚目のシングル。

## 解説
- カップリング曲が異なるAタイプとBタイプがリリースされた。

## 収録曲

### Aタイプ
出典→
1. しぐれの港 [05:20]
作詞：石原信一、作曲：水森英夫、編曲：伊戸のりお
2. きよしのニッポン音頭 [05:25]
作詞：松井由利夫、作曲：水森英夫、編曲：伊戸のりお
3. しぐれの港（オリジナル・カラオケ） [05:20]
4. きよしのニッポン音頭（オリジナル・カラオケ） [05:25]
5. しぐれの港（半音下げオリジナル・カラオケ） [05:20]
6. しぐれの港（半音下げオリジナル・カラオケ ガイドメロ入り） [05:20]
7. きよしのニッポン音頭（半音下げオリジナル・カラオケ） [05:25]
8. しぐれの港（2コーラス オリジナル・カラオケ） [03:43]
9. しぐれの港（半音下げ2コーラス オリジナル・カラオケ） [03:41]

### Bタイプ
出典→
1. しぐれの港 [05:20]
作詞：石原信一、作曲：水森英夫、編曲：伊戸のりお
2. 逢いたくてオホーツク [04:54]
作詞：かず翼、作曲：水森英夫、編曲：伊戸のりお
3. しぐれの港（オリジナル・カラオケ） [05:20]
4. 逢いたくてオホーツク（オリジナル・カラオケ） [04:54]
5. しぐれの港（半音下げオリジナル・カラオケ） [05:20]
6. しぐれの港（半音下げオリジナル・カラオケ ガイドメロ入り） [05:20]
7. 逢いたくてオホーツク（半音下げオリジナル・カラオケ） [04:54]
8. しぐれの港（2コーラス オリジナル・カラオケ） [03:43]
9. しぐれの港（半音下げ2コーラス オリジナル・カラオケ） [03:41]